# Хорватия на Олимпийских играх
Хорватия, как независимый участник, впервые приняла участие в зимней Олимпиаде 1992 года, и с тех пор принимала участие во всех Играх. Ранее хорватские спортсмены представляли Австрию и Венгрию (1896—1912) и Югославию (1920—1988).
Национальный олимпийский комитет Хорватии был создан в 1991 году и официально признан МОК в 1993.
На летних Олимпийских играх 1900 года в Париже (Франция) хорват Милан Нералич, выступавший за команду Австрии, завоевал бронзовую медаль в соревнованиях по фехтованию на саблях.
На летних Олимпийских играх 1924 года в Париже (Франция) хорваты Анте Каталинич, Фране Каталинич, Шимун Каталинич, Петар Иванов, Бруно Сорич и Виктор Любич, выступавшие в составе сборной Италии в команде с тремя итальянцами, завоевали бронзовую медаль в командных соревнованиях по академической гребле.
За время участия в Олимпийских играх в составе команды Югославии хорватские спортсмены завоевали 42 медали (15 золотых, 17 серебряных, 10 бронзовых). Все эти медали были завоёваны на летних Олимпийских играх. Наибольшего успеха в тот период хорватские спортсмены добились на летних Олимпийских играх 1984 года в Лос-Анджелесе (США), завоевав тогда 9 медалей (6 золотых, 1 серебряную, 2 бронзовые).
За время участия в Олимпийских играх в качестве самостоятельной команды хорватские спортсмены завоевали 59 медалей (20 золотых, 21 серебряную, 18 бронзовых), из них 48 медалей на летних Олимпийских играх (в том числе 16 золотых, 15 серебряных и 17 бронзовых) и 11 медалей на зимних Олимпиадах (в том числе 4 золотые, 6 серебряных и 1 бронзовую). На летних Олимпиадах 2 золота хорватам принесла мужская сборная по гандболу (1996 и 2004), а ещё одно золото — тяжелоатлет болгарского происхождения Николай Пешалов (2000). Все 4 золотые медали на зимних Олимпиадах на счету знаменитой горнолыжницы Яницы Костелич.

## Медальный зачёт
| Игры                | Спортсменов                                      | Золото                                           | Серебро                                          | Бронза                                           | Всего                                            | Место                                            |                                                  |
| ------------------- | ------------------------------------------------ | ------------------------------------------------ | ------------------------------------------------ | ------------------------------------------------ | ------------------------------------------------ | ------------------------------------------------ | ------------------------------------------------ |
| 1920—1988           | Спортсмены выступали в составе сборной Югославии | Спортсмены выступали в составе сборной Югославии | Спортсмены выступали в составе сборной Югославии | Спортсмены выступали в составе сборной Югославии | Спортсмены выступали в составе сборной Югославии | Спортсмены выступали в составе сборной Югославии | Спортсмены выступали в составе сборной Югославии |
| 1992 Барселона      | 39                                               | 0                                                | 1                                                | 2                                                | 3                                                | 44                                               |                                                  |
| 1996 Атланта        | 84                                               | 1                                                | 1                                                | 0                                                | 2                                                | 45                                               |                                                  |
| 2000 Сидней         | 88                                               | 1                                                | 0                                                | 1                                                | 2                                                | 49                                               |                                                  |
| 2004 Афины          | 81                                               | 1                                                | 2                                                | 2                                                | 5                                                | 44                                               |                                                  |
| 2008 Пекин          | 105                                              | 0                                                | 2                                                | 3                                                | 5                                                | 59                                               |                                                  |
| 2012 Лондон         | 110                                              | 3                                                | 1                                                | 2                                                | 6                                                | 26                                               |                                                  |
| 2016 Рио-де-Жанейро | 87                                               | 5                                                | 3                                                | 2                                                | 10                                               | 17                                               |                                                  |
| 2020 Токио          | 59                                               | 3                                                | 3                                                | 2                                                | 8                                                | 26                                               |                                                  |
| 2024 Париж          | 56                                               | 2                                                | 2                                                | 3                                                | 7                                                | 31                                               |                                                  |
| Всего               | Всего                                            | 16                                               | 15                                               | 17                                               | 48                                               |                                                  |                                                  |

| Игры                | Спортсменов                                      | Золото                                           | Серебро                                          | Бронза                                           | Всего                                            | Место                                            |                                                  |
| ------------------- | ------------------------------------------------ | ------------------------------------------------ | ------------------------------------------------ | ------------------------------------------------ | ------------------------------------------------ | ------------------------------------------------ | ------------------------------------------------ |
| 1924—1988           | Спортсмены выступали в составе сборной Югославии | Спортсмены выступали в составе сборной Югославии | Спортсмены выступали в составе сборной Югославии | Спортсмены выступали в составе сборной Югославии | Спортсмены выступали в составе сборной Югославии | Спортсмены выступали в составе сборной Югославии | Спортсмены выступали в составе сборной Югославии |
| 1992 Альбервиль     | 4                                                | 0                                                | 0                                                | 0                                                | 0                                                | —                                                |                                                  |
| 1994 Лиллехаммер    | 3                                                | 0                                                | 0                                                | 0                                                | 0                                                | —                                                |                                                  |
| 1998 Нагано         | 6                                                | 0                                                | 0                                                | 0                                                | 0                                                | —                                                |                                                  |
| 2002 Солт-Лейк-Сити | 14                                               | 3                                                | 1                                                | 0                                                | 4                                                | 12                                               |                                                  |
| 2006 Турин          | 22                                               | 1                                                | 2                                                | 0                                                | 3                                                | 16                                               |                                                  |
| 2010 Ванкувер       | 19                                               | 0                                                | 2                                                | 1                                                | 3                                                | 21                                               |                                                  |
| 2014 Сочи           | 11                                               | 0                                                | 1                                                | 0                                                | 1                                                | 25                                               |                                                  |
| 2018 Пхёнчхан       | 19                                               | 0                                                | 0                                                | 0                                                | 0                                                | —                                                |                                                  |
| 2022 Пекин          | 11                                               | 0                                                | 0                                                | 0                                                | 0                                                | –                                                |                                                  |
| Всего               | Всего                                            | 4                                                | 6                                                | 1                                                | 11                                               |                                                  |                                                  |

### Медали по видам спорта
| Вид спорта            | Медали | Медали  | Медали | Медали |
| --------------------- | ------ | ------- | ------ | ------ |
| Вид спорта            | Золото | Серебро | Бронза | Всего  |
| Академическая гребля  | 3      | 3       | 2      | 8      |
| Баскетбол             | 0      | 1       | 0      | 1      |
| Бокс                  | 0      | 0       | 1      | 1      |
| Водное поло           | 1      | 3       | 0      | 4      |
| Гандбол               | 2      | 0       | 1      | 3      |
| Дзюдо                 | 1      | 0       | 0      | 1      |
| Лёгкая атлетика       | 3      | 1       | 2      | 6      |
| Плавание              | 0      | 1       | 0      | 1      |
| Парусный спорт        | 1      | 2       | 0      | 3      |
| Спортивная гимнастика | 0      | 2       | 0      | 2      |
| Стрельба              | 2      | 0       | 2      | 4      |
| Теннис                | 1      | 2       | 3      | 6      |
| Тхэквондо             | 1      | 0       | 5      | 6      |
| Тяжёлая атлетика      | 1      | 0       | 1      | 2      |
| Всего                 | 16     | 15      | 17     | 48     |

| Вид спорта        | Медали | Медали  | Медали | Медали |
| ----------------- | ------ | ------- | ------ | ------ |
| Вид спорта        | Золото | Серебро | Бронза | Всего  |
| Горнолыжный спорт | 4      | 6       | 0      | 10     |
| Биатлон           | 0      | 0       | 1      | 1      |
| Всего             | 4      | 6       | 1      | 11     |